# تدرج ذهبي

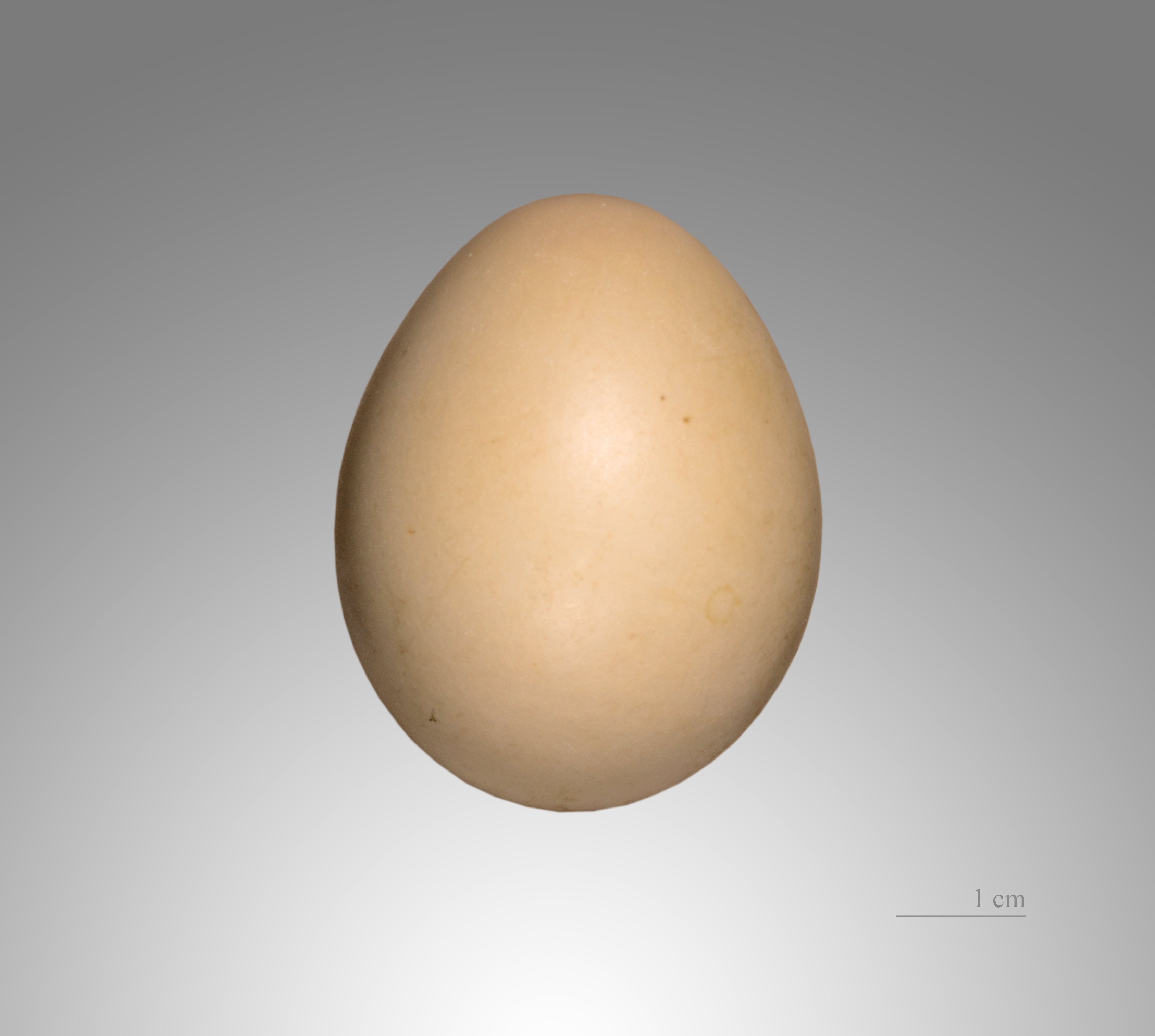
Chrysolophus pictus

تدرج ذهبي أو فزان ذهبي أو الفزَن الذهبي (الاسم العلمي: Chrysolophus pictus) (بالإنجليزية: Golden Pheasant)‏، هو طائر ينتمي إلى سماني (فصيلة: Phasianidae).

## معرض صور

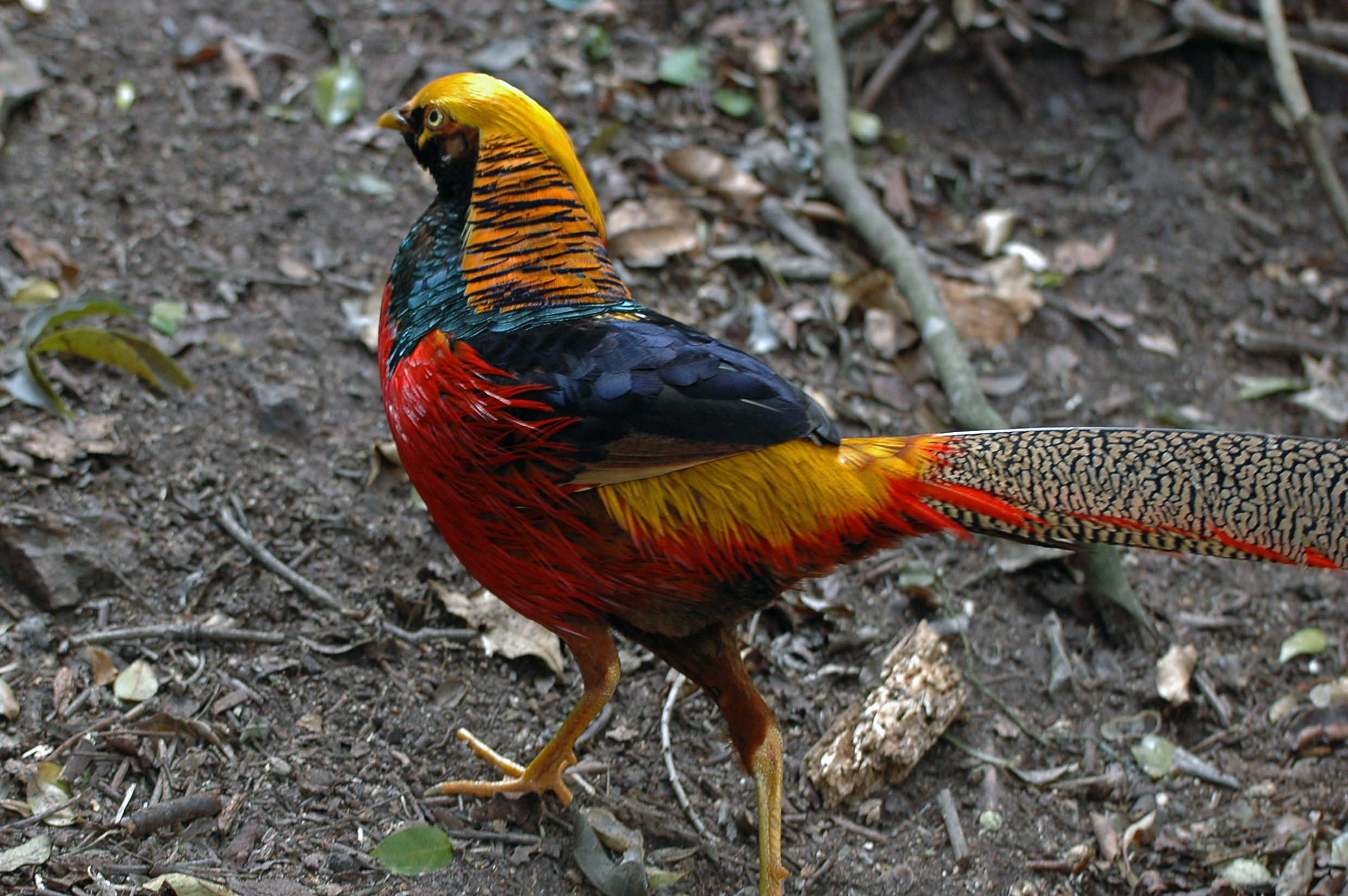
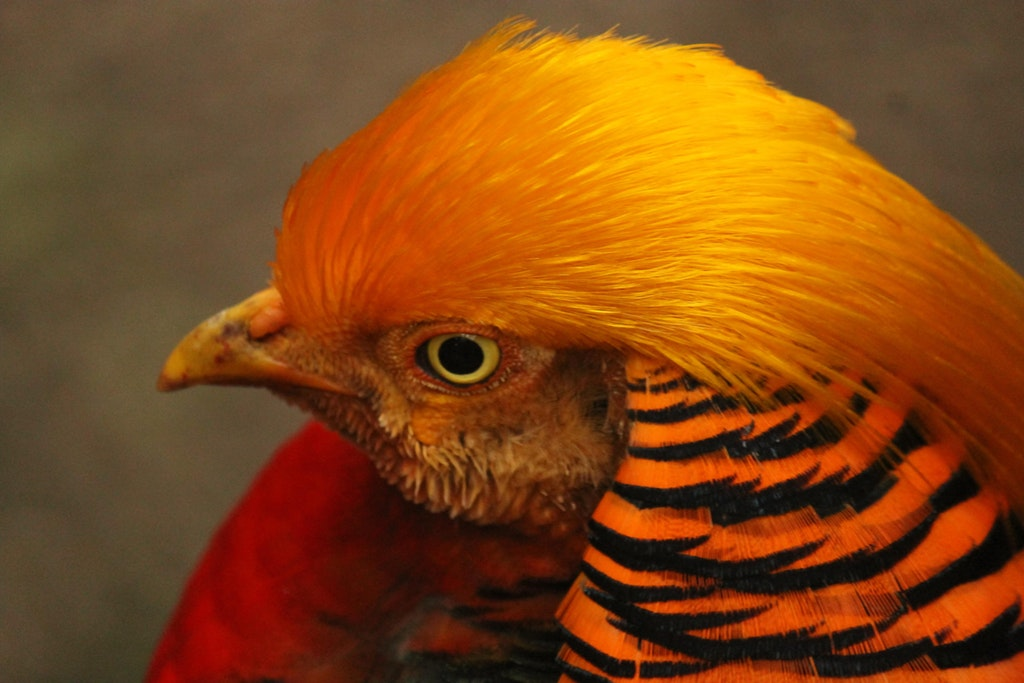
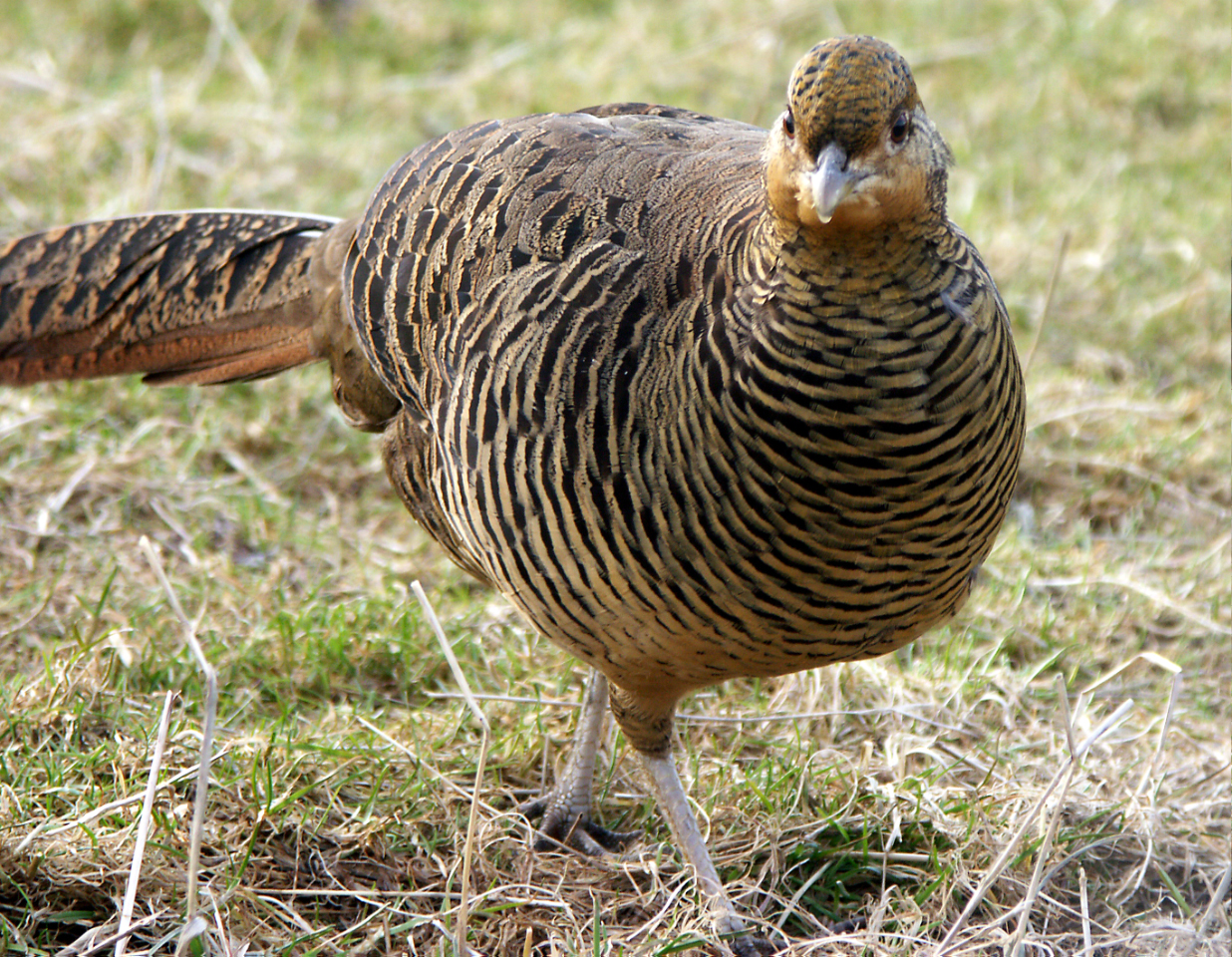